# 巴尔德尔托尔莫
巴尔德尔托尔莫，是西班牙阿拉贡自治区特鲁埃尔省的一个市镇。总面积16平方公里，总人口363人（2001年），人口密度23人/平方公里。